# Ploso (Krembung)
Ploso is een bestuurslaag in het regentschap Sidoarjo van de provincie Oost-Java, Indonesië. Ploso telt 2619 inwoners (volkstelling 2010).